# Montépilloy
Montépilloy – miejscowość i gmina we Francji, w regionie Hauts-de-France, w departamencie Oise.
Według danych na rok 1990 gminę zamieszkiwało 157 osób, a gęstość zaludnienia wynosiła 27 osób/km² (wśród 2293 gmin Pikardii Montépilloy plasuje się na 840. miejscu pod względem liczby ludności, natomiast pod względem powierzchni na miejscu 802.).